# 2008年夏季奥林匹克运动会科威特代表团
2008年夏季奥林匹克运动会科威特代表团参加2008年8月8日至24日在中国北京主办的第29届夏季奥运。该队共派出八名选手参加五个大项的比赛。最终该队未能收获奖牌。